# 다상수면
다상수면(多相睡眠, Polyphasic sleep), 또는 폴리페이직 수면(Polyphasic 睡眠), 분할수면(分割睡眠)이라고도 일컫다. 이는 24시간 내에 여러 번 짧은 수면을 취하는 수면방법을 말한다. 이 방법은 1918년에 독일 과학자 J.S. Szymanski가 동물을 연구할 때 발견했고 그리고 그는 우리 인류도 이런 수면방식이 가능하다는 것을 발견했다.

## 이론
사람의 잠은 렘수면(REM) 과 비렘수면(NREM)으로 이루어져 있고, 또 비렘수면도 깊은수면(SWS), NREM1, NREM2 단계로 이루어져 평균 90분 주기로 계속 되풀이된다. 폴리페이직 수면은 이단계들 중 렘수면과 깊은수면의 비중을 높이고, NREM1, NREM2 의 비중을 낮추어 전체 수면시간을 줄이고, 그 대신 잠을 여러번 나누어 자주 자는 것으로 보완하는 원리이다.
폴리페이직 수면 습관은 코어수면(Core Sleep)과 낮잠(Nap)으로 이루어진다. 코어수면은 보통 90분의 배수로 자며 잠의 4단계 모두 거친다. 반면 낮잠은 보통 20분으로 깊은수면 단계를 거치기 전에 깨어나는 것을 목표로 한다.

## 사례
전등이 발명되기 이전의 시기에는 잠을 약 3~4시간씩 2번에 나누어 자는 것이 보통이었다.

## 종류
다상수면의 종류는 매우 다양하고, 새로운 종류들이 매번 등장하고 있다. 코어수면과 낮잠의 횟수로 구분된다.
| 명칭                         | 총수면시간 | 방식                                      |
| ---------------------------- | ---------- | ----------------------------------------- |
| Monophasic(보통 사람들의 잠) | ≈8.0시간   | 8시간의 코어수면                          |
| Biphasic                     | ≈6.3시간   | 6시간의 코어수면 + 20분의 낮잠            |
| Biphasic(90분의 낮잠)        | 6시간      | 4.5시간의 코어수면 + 90분의 코어수면      |
| Everyman2(2번 낮잠)          | 5.2시간    | 4.5시간의 코어수면 + 2번 20분의 짧은 잠   |
| Everyman3 (3번 낮잠)         | 4시간      | 3시간의 코어수면 + 3번 20분의 짧은 잠     |
| Everyman4/5 (4~5번 낮잠)     | ≈3시간     | 1.5시간의 코어수면 + 4~5번 20분의 짧은 잠 |
| Dymaxion                     | 2시간      | 4번 30분의 짧은 잠(6시간마다)             |
| Uberman                      | 2시간      | 6번 20분의 짧은 잠(4시간마다)             |